# Kiểm thử hồi quy
Kiểm thử hồi quy (tiếng Anh: Regression testing) là một dạng kiểm thử phần mềm để xác minh rằng phần mềm vốn đã được phát triển và kiểm thử từ trước vẫn sẽ hoạt động chính xác sau khi bị thay đổi hoặc giao tiếp với các phần mềm khác. Thay đổi có thể gồm cải tiến phần mềm, bản vá lỗi, thay đổi cấu hình,.... Trong quá trình kiểm thử hồi quy, lỗi phần mềm mới hoặc lỗi hồi quy có thể được phát hiện.